# Schoeblia fulleri
Schoeblia fulleri là một loài chân đều trong họ Schoebliidae. Loài này được Silvestri miêu tả khoa học năm 1917.